# Оператор сдвига
В математике, и, в частности, в функциональном анализе, оператор сдвига, также известный как оператор трансляции, — это оператор, который переводит функцию x ↦ f(x) в её трансляцию x ↦ f(x + a). В анализе временных рядов оператор сдвига называется лаговым оператором.
Операторы сдвига являются примерами линейных операторов, важных своей простотой и естественной распространённостью. Действие оператора сдвига на функции вещественного переменного играет важную роль в гармоническом анализе, например, он встречается в определениях почти периодических функций, положительно-определённых функций, производных и свёртки. Сдвиги последовательностей (функций целого переменного) появляются в различных областях, таких как пространства Харди, теория абелевых многообразий и теория символической динамики, для которых отображение пекаря является явным представлением.

## Определение

### Функции вещественной переменной
Оператор сдвига Tt (где t ∈ R) переводит функцию f на R в её трансляцию ft ,
{\displaystyle T^{t}f(x)=f_{t}(x)=f(x+t)~.}

В операционном исчислении, практическое представление линейного оператора Tt в терминах простой производной d/dx было введено Лагранжем,
| {\displaystyle T^{t}=e^{t{\frac {d}{dx}}}~,} |
что может быть интерпретировано операционально через формальное разложение Тейлора по t; по биному Ньютона очевидно действие оператора на одночлен xn, и, следовательно, на все ряды по x, а значит, и на все функции f(x), как указано выше. Таким образом, формально это кодировка разложения Тейлора в исчислении Хевисайда.
Таким образом, оператор является прототипом адвективного потока Ли для абелевых групп,
{\displaystyle e^{t\beta (x){\frac {d}{dx}}}f(x)=e^{t{\frac {d}{dh}}}F(h)=F(h+t)=f\left(h^{-1}(h(x)+t)\right),}
где канонические координаты h (функции Абеля) определены так, что
{\displaystyle h'(x)\equiv {\frac {1}{\beta (x)}}~,\qquad f(x)\equiv F(h(x)).}
Например, из этого легко следует, что {\displaystyle \beta (x)=x} даёт масштабирование,
{\displaystyle e^{tx{\frac {d}{dx}}}f(x)=f(e^{t}x),}
следовательно {\displaystyle e^{i\pi x{\frac {d}{dx}}}f(x)=f(-x)} (чётность); аналогично, {\displaystyle \beta (x)=x^{2}} даёт
{\displaystyle e^{tx^{2}{\frac {d}{dx}}}f(x)=f\left({\frac {x}{1-tx}}\right),}
{\displaystyle \beta (x)=1/x} даёт
{\displaystyle e^{{\frac {t}{x}}{\frac {d}{dx}}}f(x)=f\left({\sqrt {x^{2}+2t}}\right),}
{\displaystyle \beta (x)=e^{x}} даёт
{\displaystyle \exp \left(te^{x}{\frac {d}{dx}}\right)f(x)=f\left(\ln \left({\frac {1}{e^{-x}-t}}\right)\right),}
и т.д.
Начальное условие потока и свойство группы полностью определяют весь поток Ли, предоставляя решение функционального уравнения трансляции
{\displaystyle f_{t}(f_{\tau }(x))=f_{t+\tau }(x).}

### Последовательности
Оператор левого сдвига действует на одностороннюю бесконечную последовательность чисел через
{\displaystyle S^{*}:(a_{1},a_{2},a_{3},\ldots )\mapsto (a_{2},a_{3},a_{4},\ldots )}
и на двухсторонние бесконечные последовательности чисел:
{\displaystyle T:(a_{k})_{k=-\infty }^{\infty }\mapsto (a_{k+1})_{k=-\infty }^{\infty }.}
Оператор правого сдвига действует на одностороннюю бесконечную последовательность чисел через
{\displaystyle S:(a_{1},a_{2},a_{3},\ldots )\mapsto (0,a_{1},a_{2},\ldots )}
и на двусторонние бесконечные последовательности:
{\displaystyle T^{-1}:(a_{k})_{k=-\infty }^{\infty }\mapsto (a_{k-1})_{k=-\infty }^{\infty }.}
Операторы сдвига вправо и влево, действующие на двусторонние бесконечные последовательности, называются двусторонними сдвигами.

### Абелевы группы
В целом, как было показано выше, если F есть функция абелевой группы G, а h есть элемент из G, то оператор сдвига T g отображает F в
{\displaystyle F_{g}(h)=F(h+g).}

## Свойства оператора сдвига
Оператор сдвига, действующий на вещественные или комплекснозначные функции или последовательности, является линейным оператором, сохраняющим большинство стандартных норм, которые встречаются в функциональном анализе. Поэтому он обычно является непрерывным оператором с 1-нормой.

### Действие на гильбертовых пространствах
Оператор сдвига, действующий на двусторонние последовательности, является унитарным оператором на ℓ2(Z). Оператор сдвига, действующий на функции вещественного переменного, является унитарным оператором на L2(R).
В обоих случаях (левый) оператор сдвига удовлетворяет следующему коммутативному соотношению с преобразованием Фурье:{\displaystyle {\mathcal {F}}T^{t}=M^{t}{\mathcal {F}},}где Mt — оператор умножения на exp(itx). Поэтому спектр Tt — единичный круг.
Односторонний сдвиг S, действующий на ℓ2(N), является собственной изометрией с областью значений функции, равной всем векторам, которые исчезают в первой координате. Оператор S является сжатием T-1, в том смысле, что{\displaystyle T^{-1}y=Sx{\text{, }}x\in \ell ^{2}(\mathbb {N} ),}где y — вектор в ℓ2(Z) с yi = xi для i ≥ 0 и yi = 0 для i < 0. Это наблюдение лежит в основе построения многих унитарных расширений изометрий.
Спектр S — это единичный диск. Сдвиг S является одним из примеров оператора Фредгольма; он имеет индекс Фредгольма -1.

## Обобщение
Жан Дельсарт ввёл понятие обобщённого оператора сдвига (также называемого обобщённым оператором смещения); в дальнейшем оно было развито Борисом Левитаном.
Семейство операторов {Lx}x ∈ X, действующих на пространстве Φ функций из множества X в C, называется семейством обобщённых операторов сдвига, если выполняются следующие свойства:
1. Ассоциативность: пусть (Ryf)(x) = (Lxf)(y). Тогда LxRy = RyLx.
2. Существует e в X такое, что Le — оператор тождества.

В этом случае множество X называется гипергруппой.